# 莫内尔维尔
莫内尔维尔（法語：Monnerville，法語發音：[mɔnɛʁvil] ⓘ）是法国法兰西岛大区埃松省的一个市镇，属于埃唐佩区。

## 地理
莫内尔维尔（48°20'49"N, 2°2'40"E）面积8.31 平方千米，位于法国法蘭西島大區埃松省，该省份为法国北部内陆省份，北起上塞纳省和马恩河谷省，西接厄尔-卢瓦省和伊夫林省，南至卢瓦雷省，东临塞纳-马恩省。
与莫内尔维尔接壤的市镇（或旧市镇、城区）包括：沙卢-穆利讷、昂热维尔、吉莱尔瓦勒、皮赛、昂东维尔、勒梅雷维卢瓦。
莫内尔维尔的时区为UTC+01:00、UTC+02:00（夏令时）。

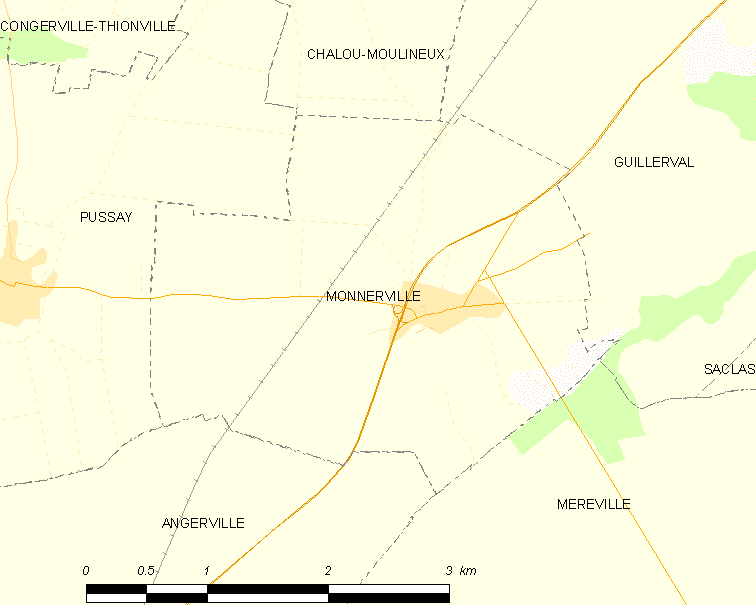
莫内尔维尔的OSM定位图

## 行政
莫内尔维尔的邮政编码为91930，INSEE市镇编码为91414。

## 政治
莫内尔维尔所属的省级选区为埃唐普县。

## 人口

1962-2008年间莫内尔维尔人口变化图示

莫内尔维尔于2022年1月1日时的人口数量为377人。